# أوكالبتوس عريض الورق

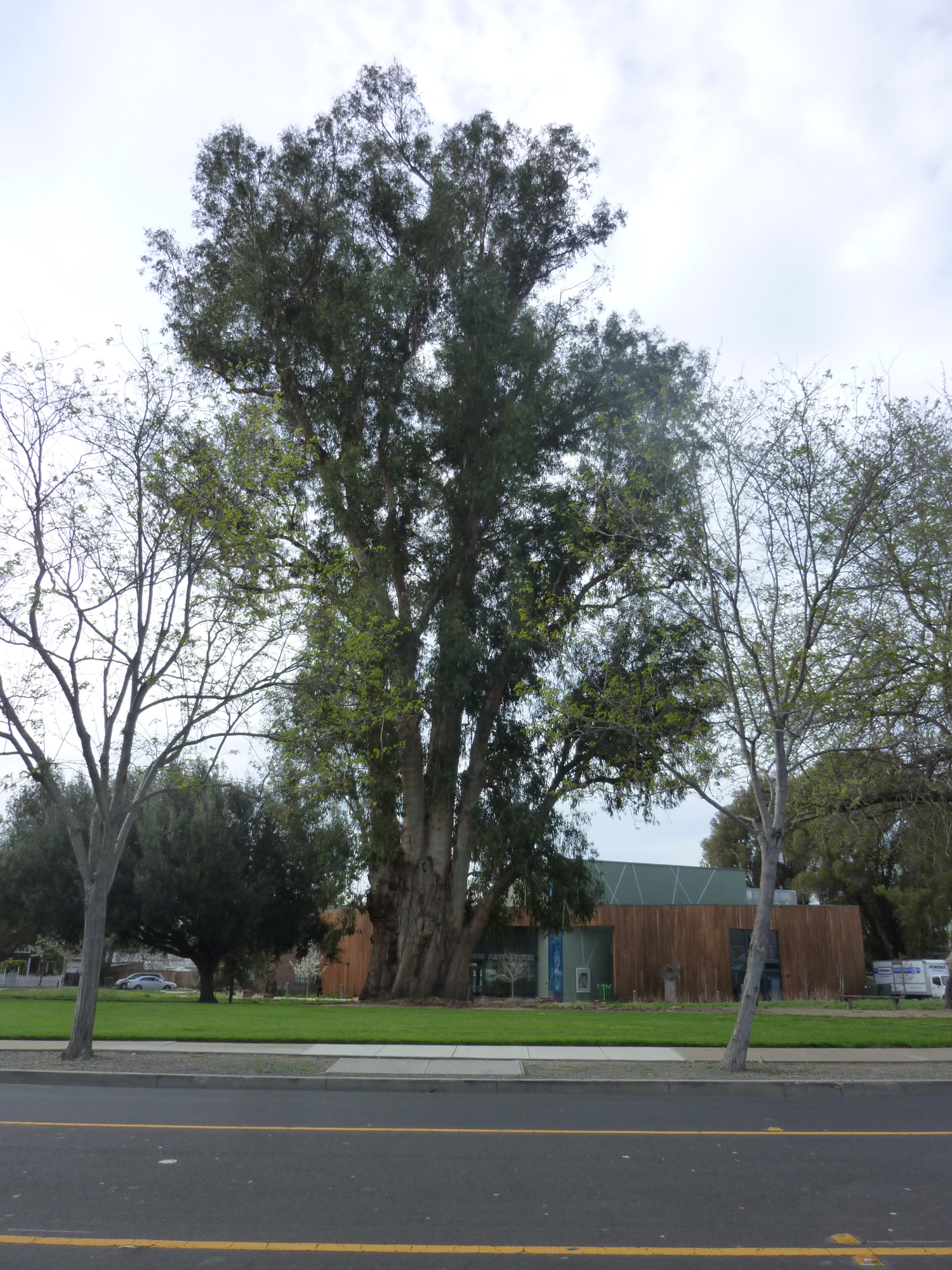

أوكالبتوس عريض الورق أو شجرة الحمى (الاسم العلمي Eucalyptus globulus)، شجرة من فصيلة الآسية تعلو حتى 35 مترًا. ساقُها مُستقيمة.
لحاؤها مالس، رمادي اللون، غَنِيّ بالجيوب المُشبعة بالصمغ البلسمي. خَشبُها أحمر اللون، أوراق الأشجار الفتية مُتقابلة فاتحة اللون،
وأوراق العتيقة مُتعاقبة لامِعة النَّصال. أزهارها مُبيضة اللون. الكأس بُلْبُليَّة الشكل تعتمر قُبعة هي التاج.

## المركبات
زيت دهني، عفص، راتنج. الدهن يُستخرج من الأوراق بالتقطير البُخاريّ. مطهر عام خاصة للمجاري التنفسية والمسالك البولية، بلسمي
يُهدئ السعال، يُسيل التقشعات، منقص للسكر.